# 寶美樓
22°59′49″N 120°11′59″E / 22.997042°N 120.199773°E

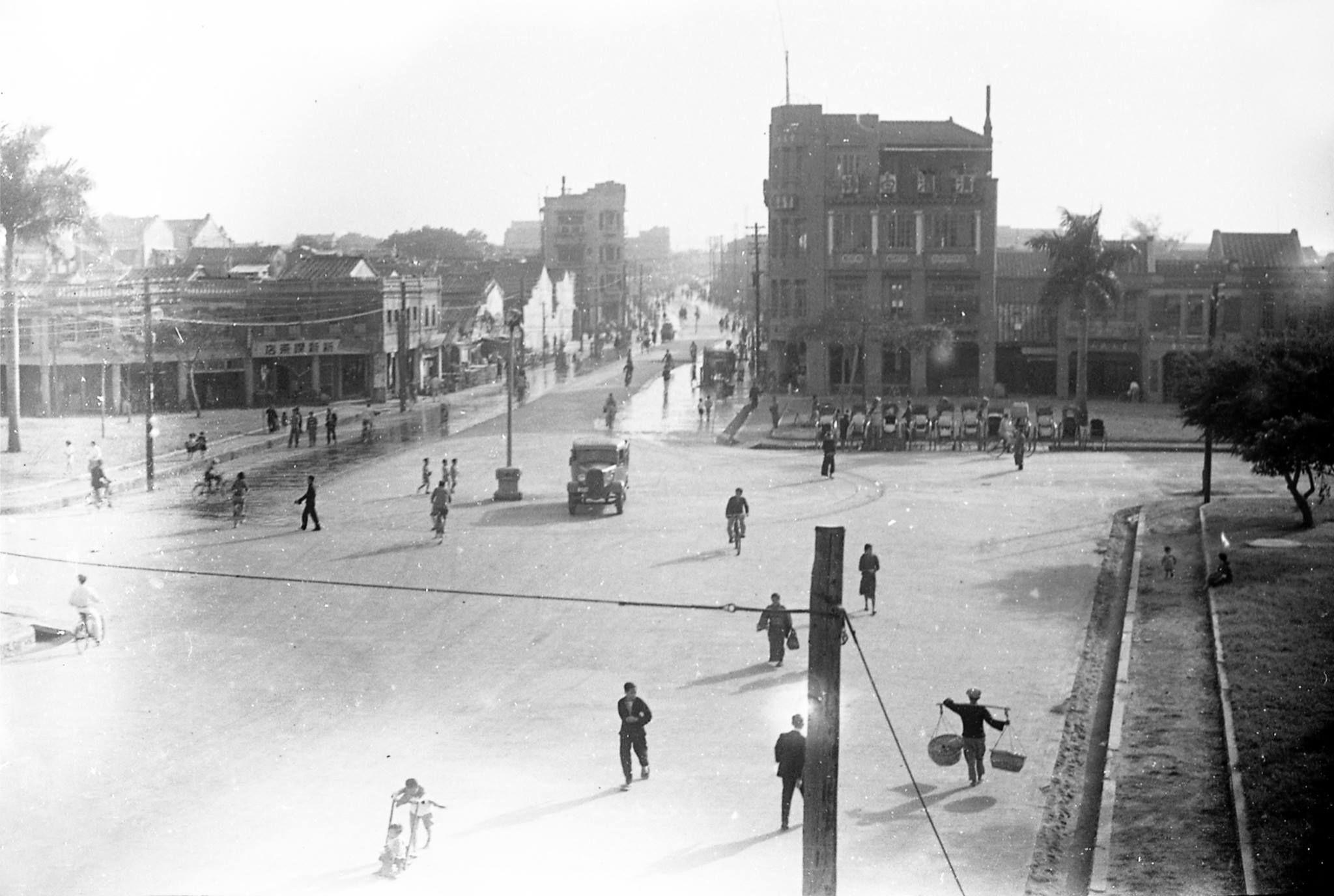
臺南西門圓環遠望 (由近至遠為寶美樓、金同成商行、醉仙閣)

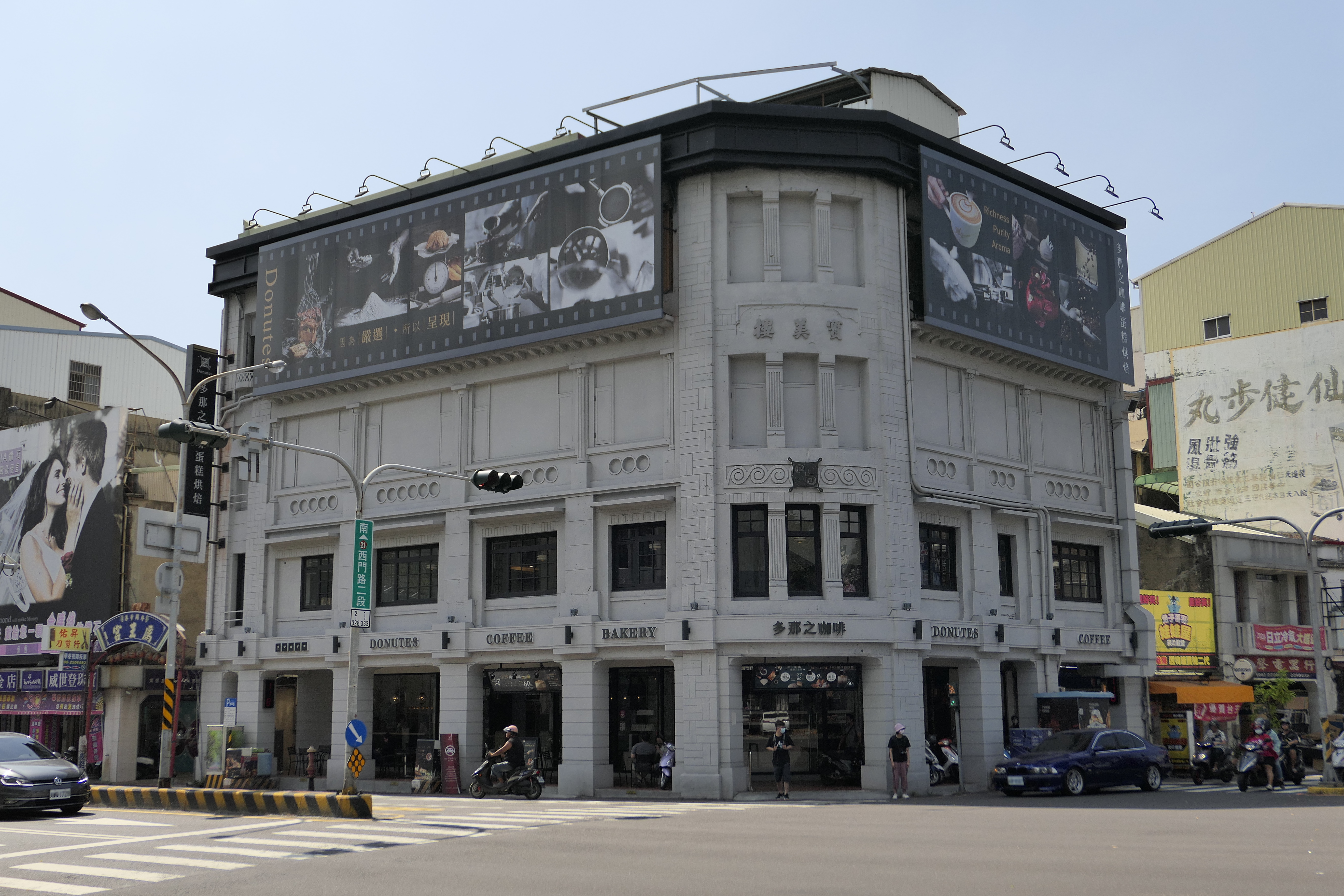
2020年的寶美樓

寶美樓為日治時期開設在台南市的一間臺灣料理餐廳，在1970年代以前仍為台南達官貴人的社交要地，民間甚至流傳「北有江山樓，南有寶美樓」的俗諺，顯示寶美樓著名的程度。寶美樓位於臺南市西門圓環，今西門路與民族路交接處。現由私營咖啡廳業者承租經營。

## 歷史
寶美樓最遲在1905年已在開設在台南市內新街（錦町三丁目136），店主為蕭宗琳。蕭氏待事業有成後，還在高雄另開設了高雄樓。台南詩人林湘沅曾在寶美樓作詩《誕日漫成》。1934年，於西門圓環西南隅新建了四層樓高的寶美樓（西門町二丁目221）。由於寶美樓生意興隆，許多名人造訪曾造訪此處，如許丙丁、葉石濤、郭柏川等人，而陳達儒於1951年發表的《安平追想曲》，則來自於他在寶美樓聽到的故事。寶美樓的榮景則一直持續到1979年，其建築物尚存，在之後經由不同業者所使用。

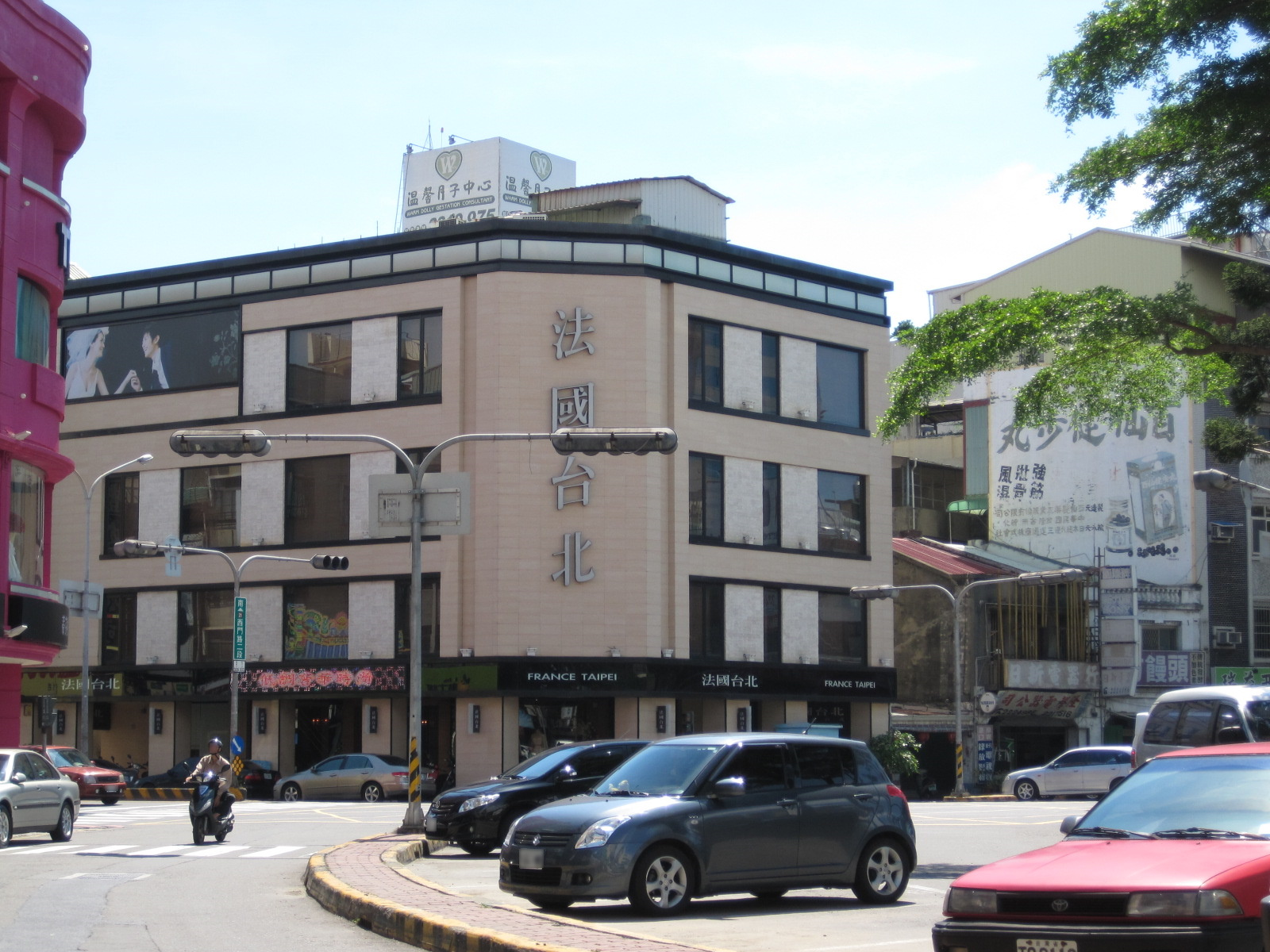
2010年的寶美樓
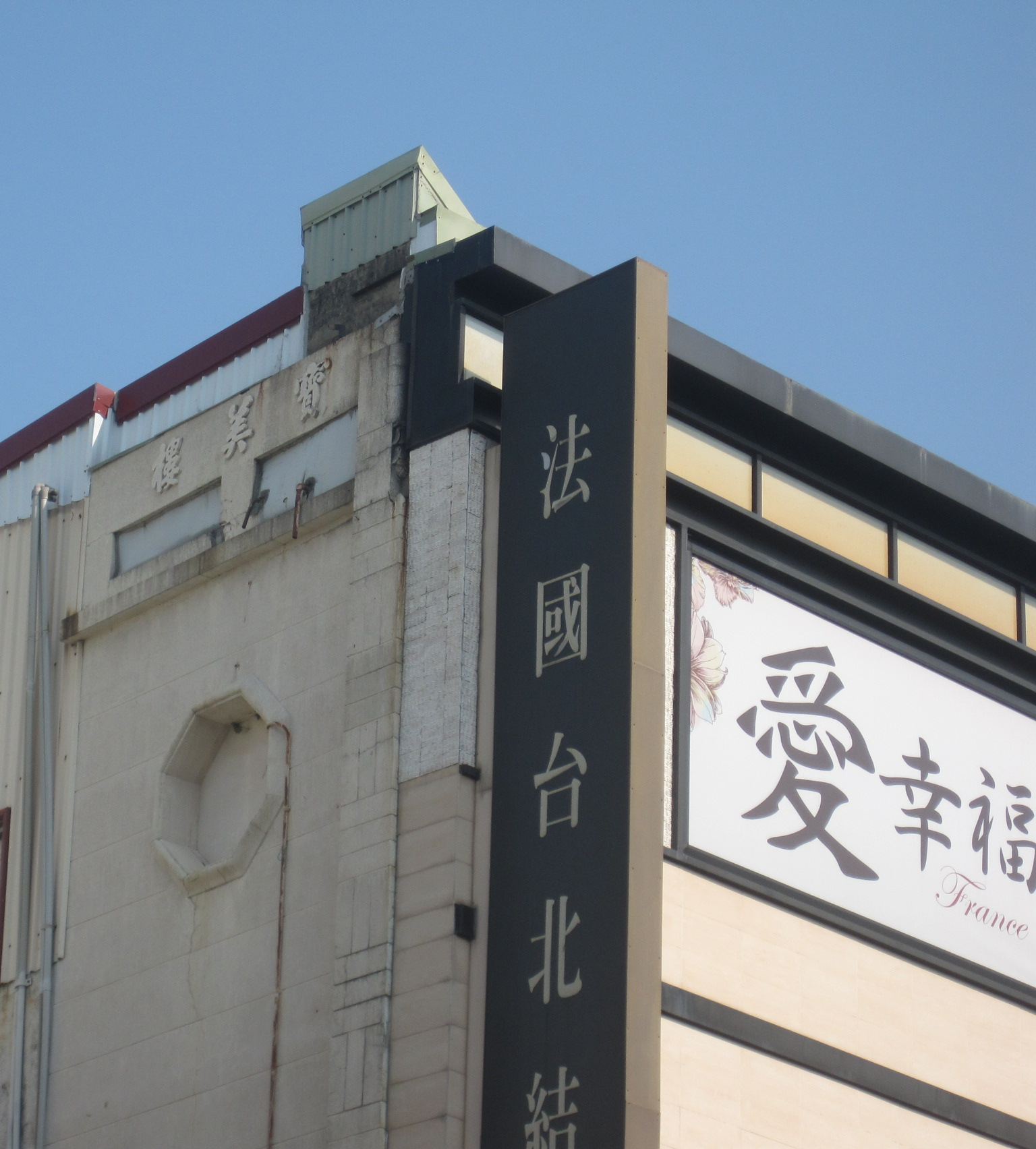
寶美樓南側，牆上有寶美樓字樣

## 現況
2019年12月1日，多那之台南民族店因租約到期而停業並將進行搬遷，搬遷地點就選擇此地並進行內部整修。2020年1月18日重新營業。